# Comuna Virlea, Baranivka
Virlea (în ucraineană Вірлянська сільська рада) este o comună în raionul Baranivka, regiunea Jîtomîr, Ucraina, formată din satele Klîmentiivka și Virlea (reședința).

## Demografie
Componența lingvistică a satului Virlea
     Ucraineană (99,44%)
     Alte limbi (0,56%)
Conform recensământului din 2001, majoritatea populației satului Virlea era vorbitoare de ucraineană (99,44%), existând în minoritate și vorbitori de alte limbi.